# Otra cosa es con guitarra (película)
Otra cosa es con guitarra es una película argentina dirigida por Antonio Ber Ciani sobre guion de César Tiempo que se estrenó el 15 de junio de 1949 y que tuvo como protagonistas a Roberto Quiroga, Francisco Charmiello, Mario Fortuna y Adriana Alcock.

## Sinopsis
Una joven se enamora de un cantor y cuando éste desaparece, un sosías lo reemplaza.

## Reparto
- Roberto Quiroga
- Francisco Charmiello
- Mario Fortuna
- Adriana Alcock
- Marcelo Ruggero
- Jesús Gómez
- Marcos Zucker
- Julián Freire
- Esther Suar
- Ernesto Villegas
- Ricardo Lang
- Barry Moral
- Domingo Federico
- Carlos Vidal
- Oscar Larroca
- Panchito Cao
- Nené Cao
- Guillermo Teruel

## Comentario
La crítica de Noticias Gráficas  expresaba: “Un pretexto …para hacerle cantar varias canciones a Roberto Quiroga. Y para hacer desfilar…una serie de atracciones de carácter popular”.